# Grupo Sportivo de Loures
Il Grupo Sportivo de Loures, o semplicemente Loures, è una società calcistica portoghese con sede nella città di Loures, fondata nel 1913.
Attualmente milita nel Campeonato de Portugal, la terza divisione del campionato portoghese di calcio.

## Rosa 2015-2016
| N. |                       | Ruolo | Calciatore      |
| -- | --------------------- | ----- | --------------- |
| 1  | Portogallo (bandiera) | P     | Nuno Hidalgo    |
| 2  | Cina (bandiera)       | D     | Haoran Wu       |
| 3  | Portogallo (bandiera) | D     | Eurico Baptista |
| 4  | Portogallo (bandiera) | D     | Ricardo Bulhão  |
| 5  | Portogallo (bandiera) | C     | Fábio Marques   |
| 6  | Portogallo (bandiera) | D     | Diogo Oliveira  |
| 7  | Portogallo (bandiera) | A     | Pauleta         |
| 8  | Portogallo (bandiera) | C     | Rui Monteiroó   |
| 9  | Portogallo (bandiera) | A     | André Cacito    |
| 10 | Portogallo (bandiera) | C     | Ivo Miranda     |

| N. |                       | Ruolo | Calciatore         |
| -- | --------------------- | ----- | ------------------ |
| 10 | Portogallo (bandiera) | A     | Pedro Augusto      |
| 11 | Capo Verde (bandiera) | C     | Adilson Cabral     |
| 12 | Portogallo (bandiera) | P     | Nelson Rodrigues   |
| 19 | Portogallo (bandiera) | C     | Joni               |
| 19 | Cina (bandiera)       | A     | Wei Cui            |
| 21 | Portogallo (bandiera) | A     | Marco Neves        |
| 31 | Portogallo (bandiera) | D     | Carlos Bebé        |
| 40 | Portogallo (bandiera) | D     | Diogo Cruz         |
| 44 | Portogallo (bandiera) | D     | Job                |
| 89 | Hong Kong (bandiera)  | C     | Au Yeung Yiu Chung |